# Victoria Ravva
Victoria Ravva (Tbilisi, 31 ottobre 1975) è un'ex pallavolista georgiana naturalizzata azera e successivamente francese.
Giocava nel ruolo di centrale.

## Carriera
Victoria Ravva inizia a giocare a pallavolo fin da giovanissima; all'età di 14 anni si trasferisce della Georgia in Azerbaigian: nel 1989 fa il suo esordio nella massima serie dell'Unione Sovietica con il BMKZ e nello stesso tempo entra a far parte della nazionale juniores dell'URSS. Con la dissoluzione dell'Unione Sovietica resta nell'Azerrail anche se la squadra gioca per il campionato azero; cambia quindi anche la nazionale e gioca per un brevissimo periodo per l'Azerbaigian.
Nel 1993 si trasferisce in Turchia ingaggiata dal VakıfBank Spor Kulübü, squadra che milita nel massimo campionato turco e con la quale resta due stagioni vincendo anche una Coppa di Turchia.
Nel 1995 lascia la Turchia per la Francia vestendo la maglia del Cannes: il sodalizio con la squadra francese dura venti stagioni, vincendo diciannove campionati francesi e diciotto Coppe di Francia, oltre al successo per due volte consecutive nella Champions League. Dal 2002 ha inoltre acquisito la cittadinanza francese ottenendo così il diritto di giocare nella nazionale transalpina con la quale però non ha mai ottenuti risultati di rilievo se non un ottavo posto ottenuto durante il campionato europeo 2007: dopo l'europeo ha deciso di ritirarsi dall'attività della nazionale, mentre il ritiro definitivo dall'attività agonistica arriva al termine della stagione 2014-15.
Per un breve periodo nel 2006 ha interrotto la carriera per la nascita dei due suoi gemelli, avuti dal marito Alexandre Jioshvili, anche lui giocatore di pallavolo. Nel 2007 ha pubblicato un libro, Moment «volley», sulla sua carriera pallavolistica e privata, mentre nel 2008, insieme alla compagna di squadra Karine Salinas, ha inaugurato un ristorante sempre a Cannes.

## Palmarès

### Club
- Campionato francese: 19

1995-96, 1997-98, 1998-99, 1999-00, 2000-01, 2001-02, 2002-03, 2003-04, 2004-05, 2005-06,
2006-07, 2007-08, 2008-09, 2009-10, 2010-11, 2011-12, 2012-13, 2013-14, 2014-15
- Coppa di Francia: 18

1995-96, 1996-97, 1997-98, 1998-99, 1999-00, 2000-01, 2002-03, 2003-04, 2004-05, 2005-06,
2006-07, 2007-08, 2008-09, 2009-10, 2010-11, 2011-12, 2012-13, 2013-14
- Coppa di Turchia: 1

1994-95
- Champions League: 2

2001-02, 2002-03

### Premi individuali
- 2003 - Champions League: MVP
- 2004 - Champions League: Miglior schiacciatrice
- 2005 - Champions League: Miglior realizzatrice
- 2006 - Champions League: MVP
- 2010 - Champions League: Miglior muro
- 2013 - CEV: "The Ultimate Volleyball Team Leader"